# Понсов, Алексей Дмитриевич

Алексей Понсов в Японии с коллегами. 1968 г.

Понсов Алексей Дмитриевич (1920—2009) — театральный художник, технолог, педагог. Заслуженный работник культуры РСФСР (1969 г.), Заслуженный деятель искусств Российской Федерации (1993 г.), профессор.

## Биография
Среднее образование получил в Училище памяти 1905 года.
В 1940 г. работал маляром-декоратором в Театре им. Вахтангова и Театре Оперетты.
Участник Великой Отечественной войны.
После фронта принят на второй курс Института имени Сурикова, в 1947 году был отчислен «за формализм и низкопоклонство перед Западом». В 1953 году окончил постановочный факультет Школы-студии МХАТ.
С того же года — в МХАТ (художник по костюмам, художник-декоратор, художник-технолог, зав. постановочной частью). Начав с оформления спектаклей «Лермонтов», «Дорога через Сокольники», участвовал в сценическом решении более 50 пьес. В 1964 году оформлял спектакль «104 страницы про любовь» Эдварда Радзинского в Саратовском театре драмы.
Редкое сочетание художественного и технического дарование у Понсова было дополнено даром педагогическим[нужна атрибуция мнения]: он стал преподавателем в Школе-студии МХАТ с 1954 года, а затем и заведующих кафедрой создания внешней формы спектакля, профессор (1988). Автор ряда трудов по технологии сцены: автор учебника «Конструкции и технология изготовления театральных декораций» (М., 1988; 2-е изд., 2000)
Умер 22 октября 2009 года, похоронен в Москве на Введенском кладбище (3 уч.).

## Признание и награды
- Заслуженный работник культуры РСФСР (1969 г.).
- Заслуженный деятель искусств Российской Федерации (1993 г.)[4]
- Орден Почёта (1998 г.)[5]